# Agostino Aglio (Bildhauer)

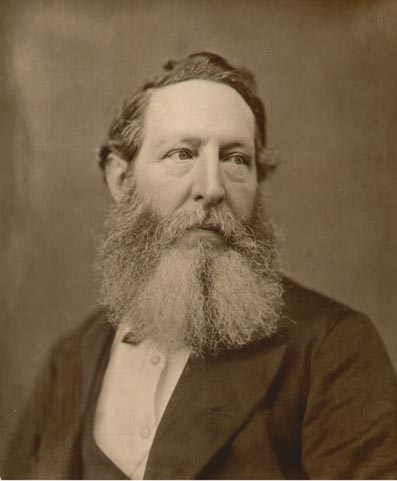
Agostino Aglio junior

Augustine Aglio (* 1816 in Kennington, Middlesex oder London; † 11. März 1885) war ein britischer Bildhauer, Buchillustrator und Aquarellmaler.

## Leben
Aglio war der Sohn von Agostino Aglio (1777–1857) und seit dem 7. Februar 1846 mit Margaret Absolon, der Schwester von John Absolon verheiratet. Er hatte zwei Schwestern, Mary Elizabeth Aglio und Emma Walsh Aglio. Aglio war wie sein Vater Bildhauer und Illustrator mehrerer Bücher.
Augustine Aglio war vermutlich der Verfasser einer handschriftlichen Lebensbeschreibung seines Vaters in italienischer Sprache.
1831 erhielt er die Silver Isis Medal der Royal Society of Arts für eine Büste.

## Werke
Neben verschiedenen Büsten, bspw. der seines Vaters (1838), schuf Aglio Landschaftsaquarelle und fertigte gemeinsam mit seinem Vater die Dekoration für das Olympic Theatre an (1899 abgerissen).
- Zeichnung im British Museum